# Záboj (Chvála)
Záboj je bohatýrská opera o třech dějstvích českého hudebního kritika a skladatele Emanuela Chvály na libreto Jaroslava Vrchlického podle básně Záboj z Rukopisu královédvorského. Vznikla v letech 1905 až 1909 a premiéru měla 9. března 1918 v pražském Národním divadle.

## Vznik a charakteristika
Emanuel Chvála, občanským povoláním železniční úředník, byl od konce 70. let 19. století činný jako hudební a divadelní kritik různých českých listů a časopisů a jako činný organizátor uměleckého života. Studoval však soukromě rovněž hudební teorii a skladbu u Josefa Förstera a zejména Zdeňka Fibicha, jehož zůstal nadšeným zastáncem a propagátorem. Chvála příležitostně komponoval komorní, sborové i orchestrální skladby a jeho kompoziční činnost vyvrcholila operou Záboj.
Myšlenku napsat operu Chvála údajně pojal poté, co v roce 1904 viděl premiéru Armidy, poslední opery Antonína Dvořáka na libreto básníka Jaroslava Vrchlického. Ve Chválově recenzi otištěné ve staročeském deníku Politik vyjádřil pochvalu Vrchlického libretu slovy, že by na jeho libreto napsal rád operu sám. Údajně Vrchlický záhy sám Chválovi poskytnul první náčrt libreta na námět jedné z básní Rukopisu královédvorského, zvané Záboj, která již o půl století dříve posloužila za podklad nikdy neprovedené opeře Záboj Aloise Vojtěcha Šmilovského a Josefa Leopolda Zvonaře. V dubnu 1905 bylo Vrchlického libreto hotovo a Chvála do srpna 1906 napsal celou operu, přičemž do roku 1909 dokončoval instrumentaci.

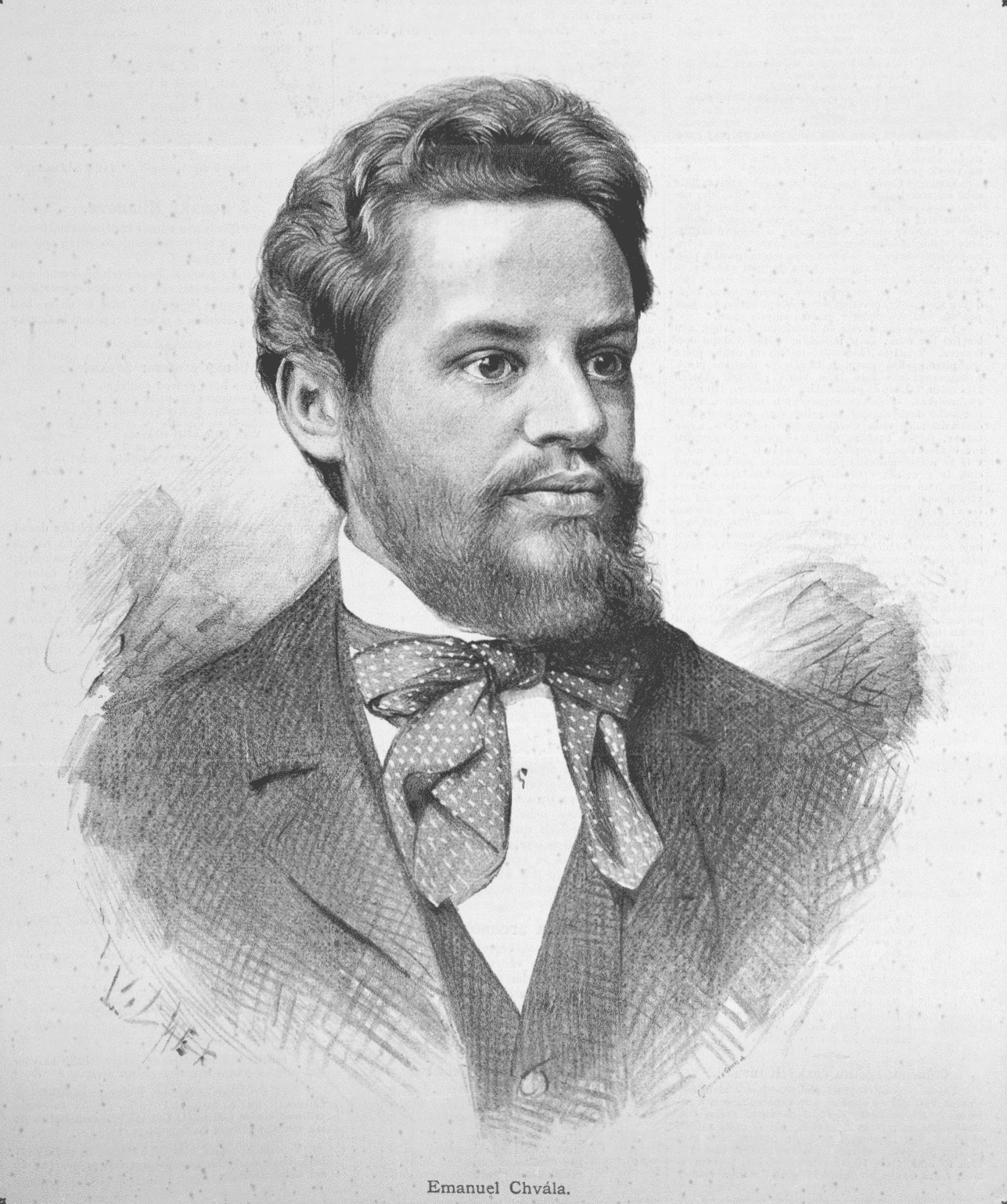
Skladatel Emanuel Chvála, rytina Jana Vilímka

Národní divadlo operu zprvu nepřijalo; recenzent Hudební revue Jindřich Pihert se domníval, že o to skladatel ani neusiloval, ale také že bojovný vlastenecký námět byl podle mínění tehdejšího obecenstva „rozumného českého člověka vlastně nezcela důstojný neb aspoň nevkusný“. To se změnilo za světové války; šéf opery Karel Kovařovic nasadil Záboje nejen jako výraz úcty již sedmašedesátiletému Chválovi jakožto zasloužilému kulturnímu pracovníkovi, ale také proto, že (podle Piherta) „není v hudební literatuře české mnoho děl, které by byly tak přímou glorifikací našich národních snah po sebeurčení, kde by výzvy k národní svornosti, silnému semknutí se proti nepřátelům, potlačení veškeré malomyslnosti z malé početnosti našeho národa plynoucí, pevná důvěra v lepší příští naše byly hlásány mluvou tak přesvědčivou“. Časopis Vlasť vyjadřoval umělecký záměr autora i inscenátorů, když psal: „Záboj jest čestným doplňkem Smetanovy Libuše a Fibichovy Šárky.“ Obecenstvo také přijalo o premiéře novinku příznivě a do konce roku se Záboj hrál šestkrát, naposledy 13. prosince již po vzniku Československa.
Vrchlického libreto převzalo z básně z Rukopisu královédvorského jen postavy dvou bratrů-bohatýrů, Záboje a Slávoje, a okolnost vpádu Franků vedených Luďkem (míněn je původně císař Ludvík I. Pobožný, v opeře je to však jen podružná němá role válečníka). Básník sám pak dodal základní milostnou zápletku, jakož i postavu Mileny, jejího důstojného otce Lubora a mytologické prostředí dokreslil postavami věštkyně Straby a pohanského žrece. Ději původní básně tak vlastně odpovídá jen část třetího dějství a rozvržení postav připomíná Smetanovu a Wenzigovu Libuši. Libreto prvního dějství (jež Vrchlický napsal ještě před konzultací s Chválou) je rýmované, ve druhém a třetím dějství jsou již verše jen rytmizované.
Jindřich Pihert o libretu soudil, že „mnoho slávy Vrchlickému nepřidá“; je „spíše jen načrtnuto než provedeno“. „Zápletka dramatická není žádoucí měrou zahrocena, vedou se všeliké zbytečné, ano i naivní řeči […] Ani Záboj ani Slavoj nejsou postavami vskutku bohatýrskými, spíše tváří se jako dva chasníci peroucí se o tanečnici. […] V boji s mythickou závažností svého námětu básník dosti neslavně podlehl.“ Jen místy, zejména ve třetím dějství, „lví spár bohem posvěceného básníka přece jen […] pronikl“ a nalézají se zde „momenty nevšední poetické i dramatické krásy a účinnosti“, a kladem bylo především jazykové zpracování – který měl výrazné verše, zvučné rýmy a smělé obrazy. I recenzent Národních listů sice chválil „plynný a zpěvný verš“ (jako zvlášť poetický vyzdvihuje monolog žrece z třetího jednání), jinak však libreto nese „známky spěšnosti, nedostatku dramatické důslednosti a dramaticko-psychologické propracovanosti“. Polehčující okolnosti nenalézal Zdeněk Nejedlý, jenž v ostré kritice Záboje v časopise Smetana tvrdil, že Vrchlický „zimprovisoval své libreto způsobem tak nonchalantním, že mimoděk vytvořil v něm parodii na český dávnověk“, přičemž i on poukázal na konkrétní nedostatky charakterizace postav a děje, sklouzávající v bezděčnou komiku. Recenzent Práva lidu (František Václav Krejčí) se domníval, že libreto je „nesmírně slabé […] Osnova svědčí o chvatné práci, stavba scén o nepromyšlenosti, celá věc pak má v sobě něco tak nuzného, prázdného a šablonovitého…“ Záboj a Slavoj jsou „staroslovanští chlapíci, ohánějící se palcáty v nahých rukou“ tak, že se blíží parodii, spanilá Milena a stará Straba jsou „opelichanými loutkami“ a Milenin otec Lubor „komický vousáč“. Podobné výtky týkající se spěšně načrtnutého libreta, šablonovitosti postav a dějových nesrovnalostí vznášel ve své recenzi v agrárnickém Venkově vznášel Adolf Piskáček. Jen Josef Pachmayer v rovněž agrárnickém Večeru měl za to, že Vrchlického libreto je „šťastnější, než kterékoliv jiné – nese známé rysy tvorby básníkovy, vyniká lahodou a na operu skutečně dostačitelnou dramatičností“.

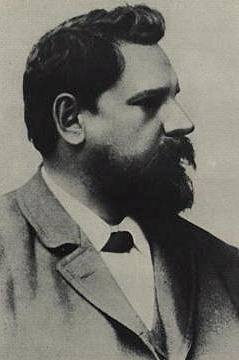
Chválův učitel a vzor, skladatel Zdeněk Fibich

Chvála měl dlouholeté posluchačské a recenzentské zkušenosti s operou a v kompozici byl žákem Zdeňka Fibicha, což se projevilo na hudebním zpracování textu. Zpěvní linie jsou především deklamatorní, pohybující se mezi recitativem a kantabilními částmi, těžiště dramatické psychologie je v orchestru, jednotlivé postavy jsou charakterizovány příznačnými motivy. Fibichův vliv – popřípadě Fibichem zprostředkovaný vliv Richarda Wagnera – v Zábojovi shledávala i většina recenzentů. Zdeněk Nejedlý měl za to, že „celý jeho [=Chválův] výraz jest tak pod vlivem Fibichovým, že takřka celá Chválova hudba se dá redukovati na tento pramen“, a citoval především Fibichovu operu Šárka a symfonickou báseň Noc na Karlštejně. I Josef Pachmayer poukazuje na Šárku, ale Záboj se prý vyhýbá Šárčiným chybám, a tím se nad ni hudební i dějovou dramatičností vznáší. Podle Jindřicha Piherta se však Chvála blížil spíše slohu Fibichových dramatických počátků: Záboj prý „co do ryzosti hudebního slohu a vážnosti hudebního názoru, nikoli ovšem hudebními hodnotami, blíží se Fibichově Nevěstě messinské“. Pihert spíše Chválovi vyčítá, že setrval na stylu, který i sám Fibich později překonal. I toto značně pozdní přijetí wagnerovské estetiky přimělo některé kritiky, například recenzenta katolického týdeníku Čech, vyzdvihnout Chválovu pokrokovost a modernost, případně alespoň konstatovat, že „odpovídá požadavkům poslední doby“. Avšak oba recenzenti znepřízněných českých hudebních časopisů, Pihert v Hudební revue i Nejedlý ve Smetanovi, považovali Záboje za dílo zpozdilé; S odstupem Nejedlý dokonce napsal: „Rozvážný, usedlý Em. Chvála zkomponoval ji tak usedle, a vůbec to byla práce tak přímo stařecká, že ne výzva, ale přímo opak to byl ve velké té době [=na sklonku světové války].“

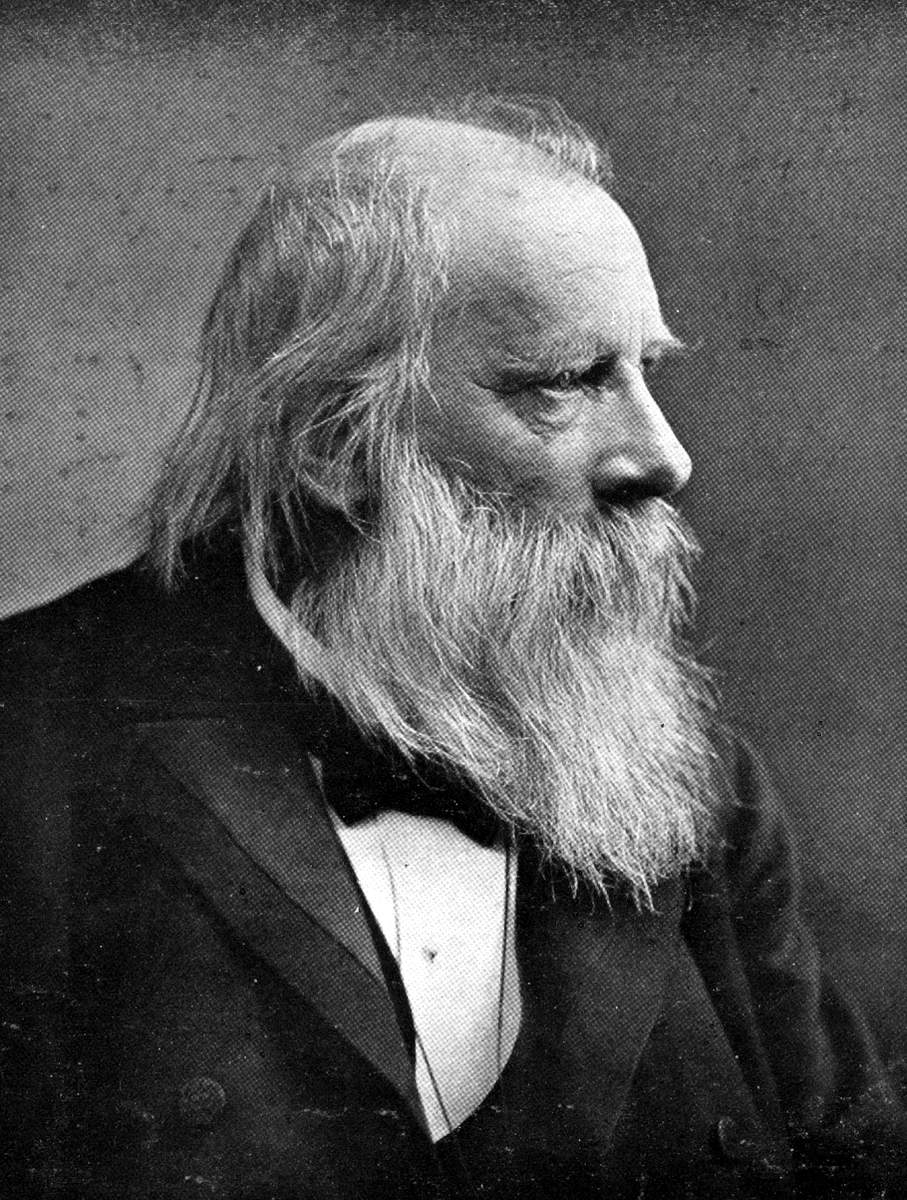
Libretista Záboje Jaroslav Vrchlický

V hodnocení skladatelova díla se recenzenti shodovali na jeho technicky vynikající úrovni, prokazující Chválovy znalosti a zkušenosti. I vesměs negativní recenze také oceňovaly „duševní svěžest a pružnost“, s jakou se stárnoucí skladatel poprvé vrhl na operu, i když s podivem, že se odvážil na velkou mytologickou operu po Wagnerovi, Smetanovi a Fibichovi. Oceňovány byla správná a přesná deklamace, z jednotlivých části úvodní zpěv Slavojův v prvním jednání, dramatické vystižení a zejména finále druhého aktu a řada míst ve třetím aktu, jako zpěv Záboje, scéna žrece a duet Mileny a Straby. Formálně zajímavá scéna s hledáním Mileny v prvním aktu a hvízdáním se setkala s rezervou až (u Nejedlého) s výsměchem, zamýšleného účinku nedosahovala bitevní scéna ani statická „apoteóza“, jíž opera končí. Mezi celkovými výtkami lze číst nedostatek ucelenosti hudebních ploch nebo nevýrazný, spíše jen doprovázející orchestr, příznačné motivy, které „jako u většiny epigonů nejsou dost příznačné“, nedostatek melodické invence a ovšem nedostatek původnosti. Hlavní výtku formuloval F. V. Krejčí: „Za celým dílem vidět ruku zkušeného a rozvážného znalce, nikde v něm však nešumí peruť inspirace. Tím je vlastně řečeno o něm vše. Nechodíme do divadla a do koncertů za znalci, nýbrž za tvůrci.“
Existovaly velmi příznivé kritické úsudky o Zábojovi; například Josef Pachmayer ve Večeru tvrdil: „Z doby válečné, nehledě k Její pastorkyni, jež působí spíše svojí zvláštností, dostává se nám v Záboji formově nejucelenější, obsahově nejbohatší nové české opery.“ Zato nejpříkřejší odsudek Záboje vyslovil Zdeněk Nejedlý. Sám žák a zastánce Fibichův, vyčítal Chválovi závislost na něm a přitom se domníval, že „jest Chválův výraz jako by pouhá slupka bez jádra, a to ještě slupka uschlá, scvrklá, že v ní ani nepoznáváme původní svěžest a krásu hudby Fibichovy.“ Technické přednosti podle něj jen zesilovaly negativní dojem z díla, „neboť nikoli nedovednost začátečníkova, nýbrž neschopnost routinérova z něho zeje v každém takřka taktu“. Především pak protestoval proti samotnému uvedení Záboje Národním divadlem – míněno šéfem opery Karlem Kovařovicem, které podle něj uvádělo díla stařecká nebo – dle Nejedlého názoru – bezvýznamná (Novákův Zvíkovský rarášek, Křičkova Hipolyta) namísto hodnotných děl nadějných mladých autorů: Starý král Jaroslava Jeremiáše, Vina Otakara Zicha a Apollonius z Tyany Karla Boleslava Jiráka. Celkově lze říci, že Chválův Záboj byl odmítnut jako „dílo překonané estetiky i stylu“ (Pavel Petráněk).
Zcela negativní mínění o Zábojovi a jeho autorovi vyjádřil v dopisech představitelce Mileny (a své milence) Gabriele Horvátové skladatel Leoš Janáček.
Pro Emanuela Chválu znamenalo uvedení Záboje v Národním divadle vyvrcholení jeho tvůrčích snah. Zemřel roku 1924, aniž by po kompozici Záboje složil významnější hudební dílo. Ani Záboj po roce 1918 již nikdy uveden nebyl.

## Osoby a první obsazení

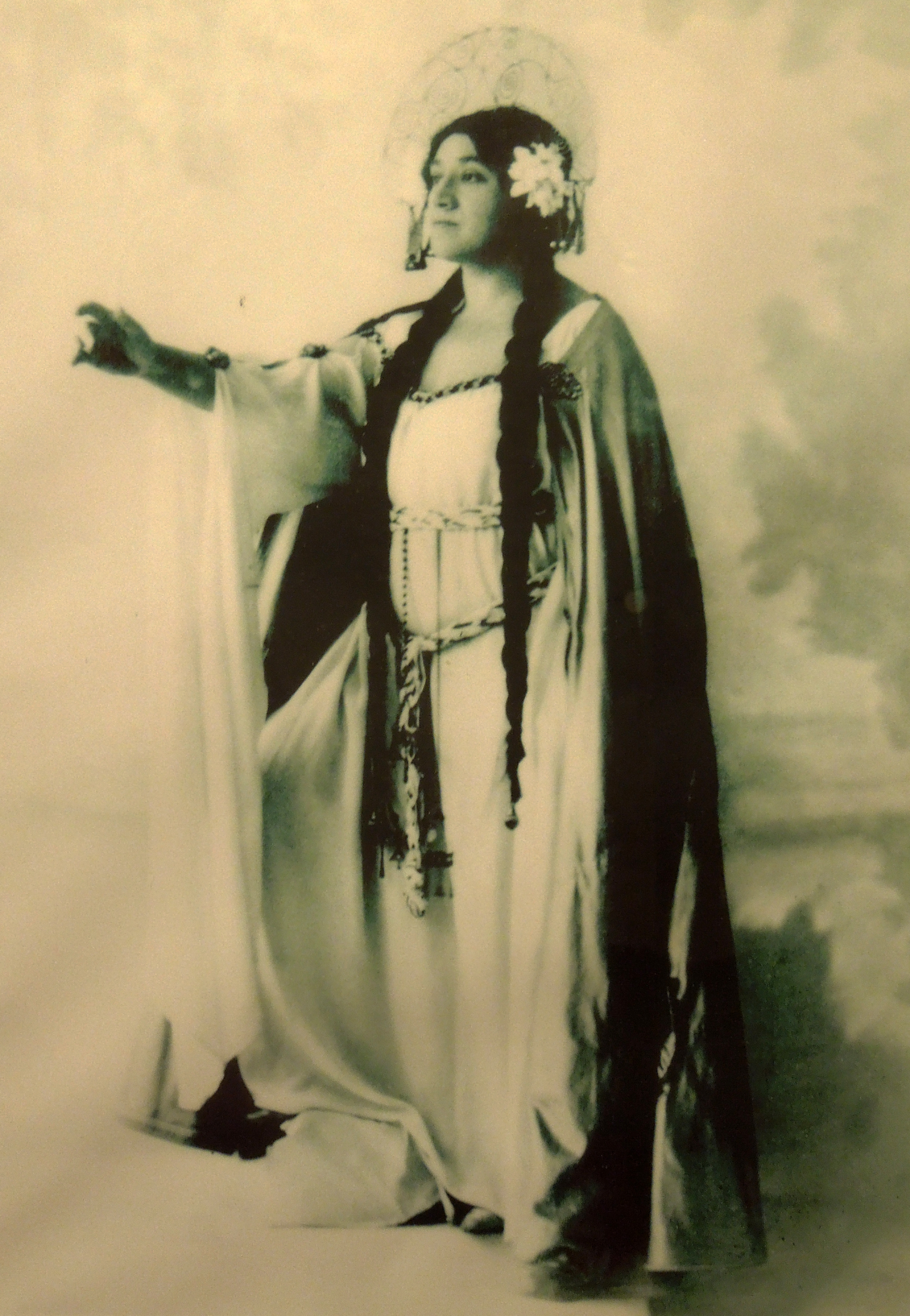
Gabriela Horvátová, první představitelka Milady v Zábojovi, zde v titulní úloze v Libuši

| osoba                                                                 | hlasový obor | premiéra (9. března 1918) |
| --------------------------------------------------------------------- | ------------ | ------------------------- |
| Záboj, bohatýr                                                        | tenor        | Theodor Schütz            |
| Slávoj, jeho bratr                                                    | baryton      | Václav Novák              |
| Lubor, starý lech                                                     | bas          | Jiří Huml                 |
| Milena, jeho dcera                                                    | mezzosoprán  | Gabriela Horvátová        |
| Straba, věštkyně                                                      | alt          | Marie Rejholcová          |
| Luděk, vůdce německých rot                                            | němá role    | Josef Karásek             |
| Žrec                                                                  | bas          | Jan Fifka                 |
| Posel                                                                 | tenor        | Antonín Lebeda            |
| První bojovník                                                        | tenor        | Bedřich Bohuslav          |
| Druhý bojovník                                                        | bas          | Karel Lažanský            |
| Ozbrojený lid Zábojův i Slávojův, vojsko německé, žreci a věštci, lid |              |                           |
| Dirigent: Karel Kovařovic                                             |              |                           |
| Režie: Robert Polák                                                   |              |                           |

## Děj opery
Odehrává se v mytické době v pohraničním hvozdě šumavském.

### 1. dějství
(Dvorec Luborův) Slávoj, něžný pěvec dum, vroucně milující Milenu, dceru starého Lubora, stanul se zástupem svým před lechovým statkem a pěje svou píseň lásky, ačkoli vrata i okna domu jsou zavřena (zpěv a píseň Slávoje Jsem odhodlán i byť to život stálo… Lítal holub sivý). Překvapí jej statný Záboj, chlouba vlasti, puzený stejnou vášní, a dotírá na Slávoje, který chce lásky spor vyrovnati smírně. Když však Záboj naň dotírá a potupí do krajnosti ustupujícího Slávoje, nazývaje jej zbabělcem, napadený statečně se brání (duet Běs do tebe). I zbrojný lid jeho chce se zápasu zúčastniti, pročež Záboj rohem přivolává své věrné, načež mezi oběma stranami rozběsní se boj (sbor Zubři dva tak v snětí skrytu). Tomu učiní přítrž Lubor podivující se, že se utkali spolu reci tak znamenití, a dovídá se, že příčinou zápasu jest jeho dcera. Stanoví, že Milena sama má rozhodnouti, na čí stranu se postavilo její srdce. Lubor sám mezitím strávil pět dní na výzvědách v šumavských hvozdech a vyzkoumal, že na porobu české vlasti spějí ke hranicím veliké voje Franků; na těch nechť rozvadění leši zkoušejí svou sílu – nikoli proti sobě – a Záboj nechť se ujme vůdcovství ve svatém boji! (árie Lubora Kol mého domu zbraní divý třesk… A víc nemůžete říci oba? … Vám ku jinému boji) Rek však nechce tak učiniti, dokud Milena nerozhodne, komu bude náležeti. Lubor souhlasí a pronikavým hvízdáním volá dceru. Když neodpovídá, pln zlé předtuchy vrazí do statku, odkud se po chvíli vrací s hroznou zprávou, že Milena v jeho nepřítomnosti byla patrně unesena nepřítelem. Davy se rozptylují, aby hledaly ztracenou (závěrečná scéna Mně nelze pomýšlet… Ó hrůzo, hrůzo!).

### 2. dějství

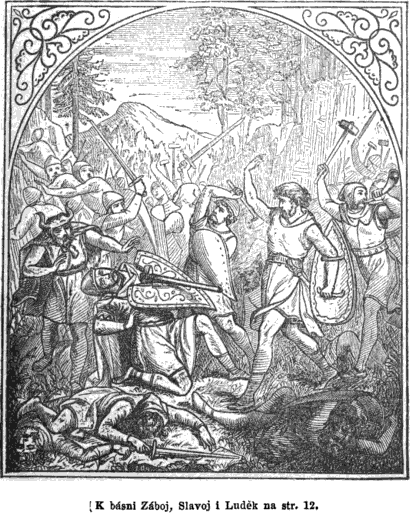
Záboj, Slávoj a Luděk v boji. Ilustrace Josefa Scheiwla k Rukopisu královédvorskému

(Skalní jeskyně) Slávoj projevuje vděčnost Strobě věštkyni, jejímuž umění lékařskému se podařilo při životě zachovati Milenu, kterou vyrval ze spárů nepřítelových. Sám však se obává nepřítele mocnějšího – Záboje – ačkoli Stroba mu odporuje tvrdíc, že v boji lásky vítězí ten, na jehož stranu se postavilo srdce ženino (duet Spí dosud tiše). A to se přiklonilo k Slávojovi, jak dokazuje volání ze mdlob se probouzející dívky, vyličující poté vzrušeně útok cizincův, z něhož ji vyprostila pouze statečnost milovaného Slávoje (Milenina árie Což nejsi zde? … Ach, hrůzná vidění a duet V tvou hledím líc). Na jeho prsou zapomíná přestálých hrůz, když vtom přichází Záboj, před nímž se milenci skrývají ve vedlejší sluji. Rek hlásí, že jeho lid sem vleče obrovského vůdce nepřátelských Franků, Luďka, kterého v boji zdolal. Odevzdává Strobě kus bílého závoje a zlatý kruh Milenin, jež našel v půdě zadupány těžkým zápasem s Franky – stala se tedy patrně jejich obětí (duet Záboje a Stroby Což nejsi doma? Strabo, otevři!). Slávoje chtějícího jej potěšiti zprávou o zachránění Milenině opět uráží podezříváním, že dívku unesl sám, mezitím co Záboj stíhal únosce. Tu teprve Slávoj vyličuje, jak dívku vyrval Luďkovi, čemuž Záboj nechce věřiti (duet Tys, bratře, zde?). Na potvrzení Slávoj se dotazuje spoutaného Luďka; ten však zúmyslně nedává jasné odpovědi. Mezitím co oba na Luďka dorážejí, Milena rozhrne oponu, vítá reky, potvrzuje pravdu a žádá, by si oba nad jejím únoscem podali ruce a přísahali, že vzhledem k nebezpečenství, hrozícímu vlasti, odloží své sváry navždy; po vítězném boji se rozhodne, kdo bude jejím chotěm. Ani potom však svár nesmí vzplanouti znova (kvartet Tak ráda vidím vás a ne já pouze… Až rozhodnut boj bude vítězstvím). Když ve sluj přichvátá i Lubor, rozradostněný zachráněním dceřiným, a také Stroba vroucně domlouvá rozvaděným rekům, Záboj a Slávoj přísahají konečně a spěchají pak do boje (finále Zdar s všemi, bratři!).

### 3. dějství
(Jitro v šumavském hvozdě) Záboj líčí, jak chvátal od chaty k chatě a volal krajany do svatého boje, docházeje všude ochotného vyslyšení (árie Již tryská slunce nad hor táhlé svahy); vítá pak scházející se obránce vlasti a káže, aby se blížícímu nepříteli kladl nejtužší odpor, kácely se kmeny, dělaly paseky a vše se náležitě připravilo na odražení Franků (árie Zřím statné páže, muže plné síly). Šedovlasý žrec prosí matky-země o prominutí, že topor musí rýti v jejích ňadrech, protože toho žádá vlast (árie Ty matko, která hojnosti své mlékem). Závoj vítá také Slávoje, jejž ujišťuje, že dostojí slovu a zvítězí nad nepřítelem i sebou samým (duet My dali ruku si a dali slovo). Posla zvěstujícího, že ohromnému vojsku Franků nelze odolati, a vybízejícího k útěku Záboj skolí a slibuje tak učiniti všem zrádcům vlasti a zbabělcům (scéna Již Franků veliké se valí davy). S heslem „Vlast“ spěje v čele obránců proti rankům, a vzniká strašlivá řež. Průběh boje s úzkostlivým napětím sleduje Milena i Stroba, která prosí bohů věkožízných o přispění; poté věští vítězství, které se skutečně přikloňuje na stranu českou (duet Řež strašlivá… Ó věkožízní). Záboj překonav slavně nepřítele cizího, vítězí pak nad sebou samým, spojuje Slávoje a Milenu a žádá Lubora, aby jim požehnal. Toť jeho oběť. Třebas srdce mu krvácí nad ztrátou milenčinou, stačí mu, že svobodna jest vlast (závěrečná scéna Dík nesmrtelným!). V jásot davu a vítězoslavný průvod zapadá slavná hudba vítězného pochodu.